# Freewar
Freewar [ˈfɹiːwɔːɹ] (kurz FW) ist ein deutschsprachiges Browserspiel, das seit 2003 von einem Team um den Initiator des Hobby-Projekts, Jirko Cernik (Nickname Sotrax), entwickelt wird. Insgesamt sind auf 17 verschiedenen Servern mehr als 88.829 Accounts (Stand vom 22. Februar 2019) registriert. Es gibt 4.000 aktive Spieler. Von Computer Bild wurde es in einer Liste der wichtigen Online-Spiele in der Rubrik „kostenlose Browser-Spiele“ aufgeführt.

## Spielwelten
Das Spiel, das im Fantasy-Stil gestaltet ist, besteht aus einer Vielzahl von Landschaften in einer virtuellen Welt mit Fantasienamen wie Konlir oder Loranien. Der Spieler bewegt sich schrittweise auf einer Spielkarte, bestehend aus quadratischen Feldern, von Raum zu Raum und kann dort gegen andere Spieler- oder Nicht-Spieler-Charaktere (NPC) kämpfen, Erfahrung sammeln, Gold verdienen, Quests lösen, Handel treiben, Waffen, Zauber und Gegenstände (Items) kaufen, verkaufen, anwenden und vieles mehr.

## Besonderheiten
Freewar läuft in Echtzeit und ist ein Rollenspiel. Man kann entweder durch die Spielwelt reisen (z. B. als Jäger, Playerkiller oder Gewebeforscher) oder sich niederlassen (beispielsweise als Börsenmakler oder Händler). Der gespielte Charakter kann Fähigkeiten erlernen, die es ihm ermöglichen, z. B. für gewisse Dienste weniger zahlen zu müssen oder mehr Gold für erledigte Aufträge zu erhalten. Man kann sich mit anderen Spielern zu Clans und Kleingruppen zusammenschließen, um stärkere Gegner besiegen zu können. Weiterhin gibt es Gebäude mit speziellen Funktionen, z. B. ein Auktionshaus, eine Börse, eine Markthalle, weitere Geschäfte mit variierenden Preisen sowie Gebäude, die regelmäßig Rohstoffe produzieren, welche von den Spielern dann verwendet werden können.
Im Spiel ist ein Chat integriert, der verschiedene „Kanäle“ hat. So kann man z. B. im Clan intern kommunizieren, einem anderen Spieler etwas zuflüstern, wenn er sich auf demselben Feld befindet oder in der eigenen Freundschaftsliste eingetragen ist, oder „schreien“. Diese Schreie können alle Spieler lesen. Zudem gibt es auch einen globalen Chat, in dem alle Spieler miteinander chatten können.
Bei der Wahl zum „Superbrowsergame“ im Jahr 2007, die von Gamesdynamite veranstaltet wurde, belegte Freewar unter den großen Browsergames (>10.000 Spieler) den zweiten Platz hinter goalunited.

## Kosten
Die Registrierung und Teilnahme sind kostenlos. Durch sogenanntes Sponsoring (eine Zahlung von 10 Euro für 4 Monate bzw. vorher 5 Monate und anfangs ein halbes Jahr) kann man besondere Features erkaufen, die einem mehr Komfort bieten, z. B. in Form einer Warteschlange für das zeitbasierte Erlernen von Charakterfähigkeiten, die Möglichkeit zu einer anderen Rasse zu wechseln oder auch seinen Nickname und das Geschlecht im Spiel zu ändern.
Es besteht die Möglichkeit, auch im Spiel selber dieses Sponsoring von anderen Spielern mittels virtuellen Geldes zu erkaufen.
Der Betreiber legt großen Wert darauf, dass Sponsoren keine Spielvorteile wie z. B. höhere Angriffswerte erhalten.

## Varianten
Zusätzlich zum herkömmlichen Spiel existiert eine Rollenspiel-Welt (Abkürzung: RP), in der besondere Regeln gelten. So werden z. B. Namen, die das Rollenspielgefühl stören könnten, von den Moderatoren angemahnt; es darf im öffentlichen Chat nur Rollenspielsprache ohne Bezug auf das tatsächliche Leben „gesprochen“ werden und die Spieler sind angehalten, die Rolle ihres Charakters auch tatsächlich auszuspielen. Die Moderatoren oder Wächter dieser Welt sorgen mit einzigartigen Questpersonen dafür, dass dem bekannten Pen-and-Paper-Rollenspiel ähnliche Quests von den Spielern gelöst werden müssen, die sich von den Aufgaben der anderen Welten in FW deutlich in Bezug auf Dauer, Inhalte, Belohnung und Spielspaß unterscheiden.
Die Rollenspielwelt ist im Gegensatz zur Standardvariante des Spiels kostenpflichtig.
Des Weiteren existiert für Freewar eine Welt, genannt Action Freewar (Abkürzung: AF), die momentan alle 4 Monate zurückgesetzt wird und sich vom normalen Freewar durch eine höhere Respawnrate der Nicht-Spieler-Charaktere (kurz: NPC) und mehr Geldgewinn beim Töten von NPCs unterscheidet. Außerdem sind in Action Freewar alle Spieler verfeindet.

## Name
Der Name Freewar leitet sich von der verwendeten Domain freewar.de ab, die Sotrax 2003 ursprünglich nur registriert hatte, um Zugriffe von Personen abzufangen, die im Internet nach Freeware-Programmen suchen und sich bei der Eingabe vertippen. Später fiel ihm auf, dass der Name gut zu dem bis dahin noch namenlosen Spiel passte, das er gerade programmierte. Er ließ die Alphaversion des Spiels daher unter der Domain freewar.de laufen. Aus dem Provisorium wurde ein Dauerzustand, und Sotrax behielt schließlich den Namen Freewar für das Spiel bei. Dieser Name etablierte sich rasch und ist seit 2006 beim Deutschen Patent- und Markenamt als Wortmarke eingetragen (Registernummer/Aktenzeichen 30631611.0).

## Freewar-Treffen
Um den sozialen Kontakt der Freewar-Gemeinschaft auch außerhalb der virtuellen Welt zu fördern, organisieren engagierte Spieler seit einigen Jahren Freewar-Treffen. Diese finden in der Regel zweimal jährlich an wechselnden Orten in Deutschland statt und erfreuen sich wachsender Beliebtheit.
Inzwischen reisen mehrere Dutzend Stammspieler aus Deutschland, Österreich, Schweiz und Luxemburg zu den Treffen. Beispielsweise trafen sich 2009 über 50 Spieler und der Entwickler von Freewar, Jirko Cernik, in einem Pfarrheim im bayerischen Ortsteil Oberdorfen von Dorfen im Landkreis Erding. Die Treffen erfahren trotz des Alters von Freewar nach wie vor Zuspruch und finden weiterhin zweimal im Jahr statt.